# Баптистское вероисповедание 1689 года
Баптистское вероисповедание 1689 года (англ. Confession of Faith; Второе Лондонское) — изложение основ вероучения "частных баптистов", то есть разделяющих принципы кальвинизма и отвергающих арминианство. 

## История
Первое баптистское вероисповедание появилось в Лондоне в 1644, но затем оно было переработано в духе Вестминстерского исповедания.

## Содержание
1. О Священном Писании как норме спасительного знания. Оно состоит из 39 книг Ветхого и 27 книг Нового Завет. Хотя изначальным языком Писания был иврит и греческий, переводы на современные языки являются необходимыми и полезными.
2. О Триедином Боге.
3. О предопределении или "Божьем постановлении": некоторые люди или ангелы "предопределены, или предназначены" (predestinated, or foreordained), для вечной жизни, причем их число не может быть ни увеличено, ни уменьшено.
4. О творении мира за 6 дней.
5. О Божественном провидении, которое действует как прямо, так и посредством "вторичных причин" (second causes). Греховные деяния происходят не от попустительства Бога, но вписаны в его план (5:4).
6. О грехе как о причине испорченности природы человека и его полной осквернения, из-за чего люди от рождения являются "чадами гнева" (children of wrath, 6:3). Даже возрожденные люди несут в себе "испорченность натуры" (сorruption of nature, 6:5).
7. О Божьем Завете (covenant), который есть Благая Весть явленная еще Адаму (7:3).
8. Об Иисусе-Посреднике, который есть Пророк, Священник и Царь, истинный Бог и истинный Человек. В нем две природы (божественная и человеческая) соединились в одной личности (8:2).
9. О свободе воли, которой хотя человек и обладал изначально, однако по причине греха он не способен сам обратиться к добру (9:3).
10. О действенном призвании (effectual calling). Бог спасает людей исключительно по благодати.
11. Об оправдании (justification). Бог искупил грехи лишь избранных, которые уже не могут лишиться своего избранничества.
12. Об усыновлении (adoption). Те, кого Бог избрал, являются истинными сынами Божьими, на которых распространяется Его благоволение.
13. Об освящении (sanctification). Святыми являются те, кто "духовно возрожден", однако и они не лишены внутренней борьбы.
14. О спасающей вере, которая является работой Святого Духа. В истинно верующих она может ослабевать, хотя она всегда ведет к спасению. Однако есть и "временно верующие" (temporary believers, 14:3).
15. О покаянии в жизнь и спасение. Покаяние (repentance) необходимо, так как даже "лучшие люди" могут впадать в грех.
16. О добрых делах, которые являются плодом живой веры. Однако необходимо "возгревать благодать" (stirring up the grace, 16:3).
17. О стойкости святых. Хотя избранные не могут "окончательно отпасть от благодати", однако они могут временно впадать "в тяжкие грехи" и навлекать на себя гнев Божий.
18. Об уверенности в благодати и спасении. "Временные  верующие" обманывают себя ложными надеждами, а истинно верующие имеют "несомненную уверенность", которая может быть временно "поколеблена, ослаблена или утрачена" (18:4).
19. О божественном законе: нравственном, обрядовом и судебном. Нравственный закон (moral law) был записан в сердце человека и официально передан Богом на горе Синай в 10 заповедях. Обрядовый (ceremonial laws) и судебный (judicial laws) даны исключительно иудеям и отменены вместе с пришествием Христа.
20. О Евангелии, в котором дано обетование о Христа для призвания избранных, но при этом оно как благая весть существует в "великом многообразии" (20:3)
21. О христианской свободе от вины греха и обрядового закона "еврейской церкви" (Jewish church). При этом христианская свобода не есть свобода греха.
22. О религиозном поклонении, которое должно быть основано исключительно на Писании. Таким образом, поклонение включает в себя чтение Библии, пение псалмов и духовных песен, а также восхваление Бога, практика Крещения и Вечери Господней. Поклонение ангелам и святым отвергается.
23. О законных клятвах и их позволительности.
24. О почитании гражданских властей, которые призваны защищать, поощрять делающих добро и наказывать делающих зло.
25. О браке как союзе мужчины и женщины. Запрет на многоженство, кровосмешение и брак с иноверцами.
26. О церкви невидимой (catholic or universal church) и о церквях поместных, которые состоят из людей, исповедующих "веру евангельскую" (26:2). Отрицание авторитета римского папы, который есть "человек греха и сын погибели" (26:4)
27. Об общении святых, которое не отрицает права собственности (27:2)
28. О двух "постановлениях верховного суверенного постановления" (ordinances of positive and sovereign institution):
29. О крещении по вере через полное погружение
30. О Вечере Господней как о воспоминании Тайной Вечери (отрицание пресуществления).
31. О посмертном существовании души до всеобщего воскресения мертвых.
32. О последнем Суде, за которым последует "вечное спасение" праведников и "вечное осуждение" нечестивцев